# Cleverson da Silva
Cleverson da Silva, född 5 september 1973, är en friidrottare från Brasilien. Han deltog vid olympiska sommarspelen 1996.